# Lockheed Martin X-44 MANTA
El Lockheed Martin X-44 MANTA (Multi-Axis No-Tail Aircraft) o (Avión Multi-eje sin cola) es un diseño conceptual de avión ideado por Lockheed Martin que ha sido estudiado por la NASA y la Fuerza Aérea de los Estados Unidos. Su finalidad es la de probar la viabilidad de los controles de giro, cabeceo y balanceo sin necesidad de usar cola (ni horizontal ni vertical). La manipulación de estas propiedades se realizaría de forma vectorial mediante reactores dirigidos. El programa fue suspendido en el año 2000.
El avión es realmente un F-22 Raptor con un diseño especial ya que sus alas están en forma de ala delta y las superficies de la cola han sido eliminadas. El estudio de aviones sin cola empezó en 1996 con el X-36.

## Diseño y desarrollo
El X-44 fue diseñado por Lockheed Martin para demostrar la viabilidad de un avión controlado solo por empuje vectorial. El diseño del X-44 tenía una firma de radar reducida (debido a la falta de estabilizadores verticales y de cola) y se hizo más eficiente al eliminar las superficies de cola y timón, y en su lugar se usaron vectores de empuje para proporcionar control de guiñada, cabeceo y balanceo.
El diseño del X-44 MANTA se basó en el F-22, excepto que no tenía cola e incorporaba un ala delta completa. El X-44 MANTA tendría una mayor capacidad de combustible que el F-22, debido a su diseño de ala delta más grande. El MANTA fue diseñado para tener una complejidad mecánica reducida, mayor eficiencia de combustible y mayor agilidad. El X-44 MANTA combinó los sistemas de control y propulsión mediante la vectorización de empuje. La financiación del programa X-44 finalizó en 2000.

### Desarrollos relacionados
- Lockheed YF-22
- Lockheed Martin F-22 Raptor
- Lockheed Martin FB-22

### Secuencias de designación
- Secuencia X-_ (Aviones eXperimentales estadounidenses, 1948-presente): ← X-41 - X-42 - X-43 - X-44 MANTA - X-44 (UAV) - X-45 - X-46 →

### Listas relacionadas
- Anexo:Aeronaves de la Fuerza Aérea de los Estados Unidos (históricas y actuales)